# Chrysanthrax cerius
Chrysanthrax cerius är en tvåvingeart som först beskrevs av Samuel Wendell Williston  1901.  Chrysanthrax cerius ingår i släktet Chrysanthrax och familjen svävflugor. Inga underarter finns listade i Catalogue of Life.